# Општина Пражешти (Бакау)
Пражешти (рум. Prăjeşti) општина је у Румунији у округу Бакау.
Oпштина се налази на надморској висини од 181 m.

## Становништво

### Хронологија
| Година       | 2005 | 2006 | 2007 | 2008 | 2009 | 2010 | 2011 | 2012 | 2013 | 2014 | 2015 | 2016 | 2017 |
| ------------ | ---- | ---- | ---- | ---- | ---- | ---- | ---- | ---- | ---- | ---- | ---- | ---- | ---- |
| Становништво | 2336 | 2444 | 2452 | 2470 | 2447 | 2461 | 2453 | 2489 | 2467 | 2403 | 2357 | 2345 | 2306 |